# 刘思祖
刘思祖（？—？），彭城郡彭城县丛亭里（今江苏省徐州市）人，北魏、南梁官员。

## 生平
刘思祖是北魏太常刘芳叔叔刘抚之的孙子，勇敢健壮有用兵的谋略。刘思祖在魏孝文帝末年归附北魏，历任羽林监，梁郡、沛郡二郡太守，员外散騎常侍，多次出任统军南征，屡次建立功勋。正始元年（504年），任城王元澄围困钟离时，梁武帝派遣冠军将军张惠绍及彭瓮、张豹子等人率领一万部众给钟离运送粮食。当时时刘思祖是平远将军，元澄命令统军王足和刘思祖等人率领数千士兵在邵阳拦截梁军的运粮部队，刘思祖派遣长史元龟率领步兵和骑兵一千人在钟离以北阻击梁军的前锋，录事参军缪琰进攻梁军后卫，刘思祖亲自率领精锐部队拦腰横冲入梁军阵中。正始元年二月丁酉（504年3月21日），三军合击，大败梁军；俘虏了张惠绍及骁骑将军祁阳县开国男赵景悦、赵景悦弟弟宁远将军赵景脩、宁远将军梅世和、屯骑校尉任景攸、长水校尉边欣、越骑校尉贾庆真、龙骧将军徐敞等十个将领，俘虏斩首数千人。尚书评定刘思祖的功劳，拟定封为千户侯。刘思祖有两个婢女，姿容美丽，擅长歌舞，侍中元晖向刘思祖索要而没被同意，刘思祖封侯的事于是停掉。
正始三年（506年），梁武帝派兵进攻徐、兖二州，北魏东南边境相继陷落。朝廷派度支尚书邢峦都督东讨军事。梁武帝分别派军占领了固城、孤山、鬼蒙。邢峦到前线后，派出三路大军，分别进讨进犯固城、孤山、龟蒙的梁军。三路魏军都击败了敌军，收复了三城，兖州平定。邢峦在睢口击败梁军将领蓝怀恭，进围宿豫。蓝怀恭在淮南修筑起一座城池，隔断水路和陆路。邢峦亲率诸军，自水南而进，派遣平南将军杨大眼从北进逼，统军刘思祖等夹水造木筏，烧毁敌军的船舫。魏军众军齐攻蓝怀恭修筑的城池，拔除栅栏填塞壕沟，登上敌城。火起中流，魏军四面俱击，于是攻陷敌城，俘斩数万。于阵中斩杀蓝怀恭，擒获梁军列侯、列将、直阁、直后三十余人，俘斩一万。宿豫平定，魏军缴获梁军米粮四十余万石。
永平四年（511年），南梁将军马仙琕率领部众围攻朐城，戍主傅文骥环城固守。北魏朝廷以赵遐为持节、署理平东将军出任别将，与刘思祖等人前往救援，受徐州刺史卢昶的调度。魏军驻扎在鲍口，离朐城五十里，夏季频降暴雨，赵遐等人奋力渡河急进，将要抵达朐城。马仙琕见赵遐的营寨还没有建成，就来挑战。刘思祖率领彭城和沛郡征召的士兵，望见敌人即刻逃跑后撤。赵遐率领孤军奋战，独自击败马仙琕，斩杀直阁将军、军主李鲁生，直后军主葛景羽等人。
刘思祖后被任命为扬烈将军、辽西郡太守，他在上任路上叛变投奔南梁，梁武帝任命刘思祖为辅国将军、北徐州刺史，刘思祖在任内频繁入侵北魏的淮北地区。天监十四年（515年）十二月，北魏尚书右仆射李平进攻浮山堰，南梁太子右卫率康绚和刘思祖率兵抵抗。刘思祖在几年后死去。